# Gesamtministerium Beust
Das Gesamtministerium Beust bildete vom 28. Oktober 1858 bis 15. August 1866 die von König Johann berufene Landesregierung des Königreiches Sachsen. Der Vorsitzende Friedrich Ferdinand von Beust agierte in dieser Zeit als Gegenspieler des preußischen Ministerpräsidenten Otto von Bismarck und musste nach der Niederlage Sachsens an der Seite Österreichs im Deutschen Krieg seinen Posten räumen. Während des Krieges wich der König mit der Armee und Teilen der Regierung nach Prag aus, sodass ab 16. Juni 1866 eine Landeskommission provisorisch die Regierungsgeschäfte in Sachsen übernahm. 
| Amt                                                   | Name                            |
| ----------------------------------------------------- | ------------------------------- |
| Vorsitzender des Gesamtministeriums, Äußeres, Inneres | Friedrich Ferdinand von Beust   |
| Justiz                                                | Johann Heinrich August von Behr |
| Kultus und öffentlicher Unterricht                    | Johann Paul von Falkenstein     |
| Finanzen                                              | Richard von Friesen             |
| Krieg                                                 | Bernhard von Rabenhorst         |